# Gari costulata
Gari costulata ist eine Muschelart aus der Familie der Sandmuscheln (Psammobiidae).

## Merkmale
Das fast gleichklappige, abgeflachte Gehäuse ist länglich-eiförmig und wird bis zu 26 Millimetern lang. Die rechte Klappe ist geringfügig stärker gewölbt als die linke Klappe. Das Längen-/Breiten-Verhältnis beträgt etwa 1,8 bis 1,9. Das Gehäuse ist ungleichseitig, die Wirbel sitzen etwas vor der Mittellinie (bezogen auf die Gehäuselänge). Der hintere Dorsalrand ist gerade und fällt nur sehr flach zum durch zwei Winkel abgesetzten, eng gerundeten Hinterende ab. Der vordere Dorsalrand ist schwach konvex gewölbt und geht in den eng gerundeten Vorderrand über. Das Gehäuse klafft etwas am Hinterende, die permanente Öffnung ist jedoch klein. Das dunkelbraune Ligament sitzt außen und erstreckt sich nur auf kurze Distanz hinter den Wirbeln. Das Schloss hat in beiden Klappen je zwei Kardinalzähne. In der linken Klappe ist der vordere Kardinalzahn groß und gespalten bzw. zweispitzig, der hintere Kardinalzahn dagegen klein und dünn. In der rechten Klappe ist der vordere Kardinalzahn größer als der hintere Kardinalzahn, beide sind gespalten und zweispitzig. Lateralzähne sind nicht vorhanden. Die Mantellinie ist tief eingebuchtet, die U-förmige Bucht reicht bis unter die Wirbel. Die Linie der Mantelbucht fällt am unteren Rand mit dem Mantelrand zusammen.
Die Schale ist sehr dünn und zerbrechlich. Die Oberfläche weist feine konzentrische Wülste und Gruben auf, der jährliche Zuwachs ist durch tiefere Gruben gekennzeichnet. Im hinteren Teil des Gehäuses ziehen sich etwa 20 Rippen von den Wirbeln zum Hinterende. Das berippte Feld ist durch eine Linie begrenzt, die vom Wirbel zur hinteren, unteren Ecke (Übergang Hinter- zu Ventralrand) zieht. Die Farbe der Schale (Innen- und Außenseite) reicht von weiß, gelblich bis zu pink, oft mit roten oder violettfarbenen Flecken oder Strahlen. Das gelbliche bis hellbraune Periostracum ist nur ein dünner Überzug und häufig bis auf die Ränder erodiert. Der Gehäuseinnenrand ist glatt. Die Innenseite ist glänzend weiß mit pink oder violetter Tönung.
Der Weichkörper ist weißlich mit pinkfarbener Tönung. Die Mantelränder sind etwas verdickt und leicht gefranst. Die Tiere besitzen einen großen Fuß und zwei sehr lange, voneinander getrennte Siphonen.

## Geographische Verbreitung und Lebensraum
Das Verbreitungsgebiet der Art zieht sich von den Färöer südwärts über die Gewässer der Britischen Inseln, den Küsten des Ostatlantiks südwärts bis Angola. Sie sind auch in den Gewässern um die Kanarischen Inseln, Madeira und den Azoren nachgewiesen.
Die Vertreter der Art leben eingegraben in schlammigem Sand und Kies von wenigen Metern unter der Niedrigwasserlinie bis in etwa 150 Meter Wassertiefe. Der tiefste Fund dieser Art wurde allerdings aus einer Tiefe von 1179 Metern geborgen. Insgesamt gesehen sind die Tiere selten.

## Taxonomie
William Turton beschrieb 1822 als erster Autor diese Art unter dem Namen Psammobia costulata. Sie wird heute (2016) allgemein anerkannt in die Gattung Gari Schumacher, 1817 gestellt. Psammobia Lamarck, 1818 ist ein jüngeres Synonym von Gari. Sie ist die Typusart der Untergattung Gari (Psammobella) Gray, 1851, die von einem Teil der Autoren auch verwendet wird.

## Belege

### Online
- Marine Bivalve Shells of the British Isles: Gari costulata (Turton, 1822) (Website des National Museum Wales, Department of Natural Sciences, Cardiff)